# Puig del Coll dels Pins
El puig del Coll dels Pins és una muntanya de 633 metres situada al municipi de Maçanet de Cabrenys, a la comarca catalana de l'Alt Empordà.